# Antônio Callado
Antônio Callado (* 26. Januar 1917 in Niterói, Bundesstaat Rio de Janeiro; † 28. Januar 1997 in Rio de Janeiro) war ein brasilianischer Journalist, Dramatiker und Schriftsteller.

## Leben
Antônio Callados Vater Dario war Arzt und Apotheker. Er starb 1938 an Tuberkulose. Anklänge an die Apotheke des Vaters finden sich in der Figur Ramiro aus seinem Roman Quarup.
Callado studierte Jura in seiner Geburtsstadt Niterói. Obwohl er sein Studium 1939 mit Erfolg abschloss, war er nie als Jurist tätig. Stattdessen verdiente er sein Geld hauptberuflich als Journalist. Bereits seit 1937 schrieb er für die Tageszeitungen O Globo und Correio da Manhã, deren Redaktionen sich in Rio de Janeiro befanden.
1941 – mitten im Zweiten Weltkrieg – gelangte er auf einem Frachtschiff der Royal Navy nach London. Diese Seereise beschreibt Callado in seinem Roman Memórias de Aldenham House. In London arbeitete er in der lateinamerikanischen Redaktion der BBC mit. 1947 verließ er die BBC und war zwei Jahre lang in Paris für den brasilianischen Dienst der TF1 tätig. Doch das Heimweh hatte ihn längst infiziert. Er las bereits in London alles, was er über Brasilien in die Hände bekam und schwor sich, nach seiner Rückkehr ins Landesinnere zu reisen.
1947 kehrte er nach Rio de Janeiro zurück und arbeitete weiter für den Correio da Manhã, dessen Chefredakteur er von 1954 bis 1960 war. Er wurde vom Verlag der Encyclopædia Britannica für die Redaktion der 1. Ausgabe der Enciclopédia Barsa (eine der bedeutendsten Enzyklopädien Brasiliens) engagiert, die 1963 herausgegeben wurde. Als Redakteur des Jornal do Brasil berichtete er z. B. 1968 über den Vietnamkrieg.
1974 dozierte er in den Universitäten von Cambridge (GB) und Columbia (USA). 1975 verabschiedete er sich vom Journalismus, um sich von nun an ausschließlich der Literatur zu widmen. Seine Arbeiten der 50er Jahre umfassen vorrangig Theaterstücke, die von Publikum und Kritikern begeistert aufgenommen wurden. Das erfolgreichste war jedoch Pedro Mica (Regie: Paulo Francis; Bühnenbild: Oscar Niemeyer; Titelrolle: Milton Moraes), das später mit dem Fußballstar Pelé in der Hauptrolle verfilmt wurde.
Seine wichtigsten Romane entstanden in den 60er- und 70er-Jahren. Da auch Callado zu den Schriftstellern zählte, die Widerstand gegen die Militärdiktatur leisteten, kam er zweimal ins Gefängnis. Callados wichtigste Werke in diesem Zusammenhang sind Quarup, Sempreviva (dt. Lucinda) und Bar Don Juan.
Callado schrieb stets per Hand und hatte einen streng terminierten Arbeitsrhythmus, in dem auch zwei tägliche Spaziergänge fest eingeplant waren. Er ließ sich auch einen kleinen tragbaren Tisch bauen, der ihn durchs ganze Haus begleitete und es ihm ermöglichte, an jedem Ort zu schreiben. Des Weiteren diskutierte er mit niemandem über seine Arbeit oder ließ sie von jemandem lesen, bevor sie nicht endgültig fertig war.
Antonio Callado erhielt zahlreiche Auszeichnungen und Preise, in Brasilien wie auf der ganzen Welt. Von 1994 bis zu seinem Tod war er Mitglied der Academia Brasileira de Letras. Aus seiner 1943 geschlossenen Ehe mit Jean Maxine Watson (englische Angestellte der BBC) gingen drei Kinder hervor, darunter die Schauspielerin Tessy Callado. Seit 1976 war er mit Ana Arruda verheiratet.

## Werke
- O fígado de Prometeu, Theater. 1951
- Esqueleto na Lagoa Verde: Ensaio sobre a vida e o sumico do coronel Fawcett, Reportage. 1953
  - Der Tote im See. Leben und Verschwinden des Colonel Fawcett im brasilianischen Regenwald. Berenberg Verlag, Berlin 2013, ISBN 978-3-937834-66-5.
- A assunção de Salviano, Roman. 1954.
- A cidade assassinada, Theater. 1954.
- Frankel, Theater. 1955.
- A madona de cedro, Roman. 1957.
- Retrato de Portinari, Biographie. 1957.
- Pedro Mico, Theater. 1957.
- Colar de coral, Theater. 1957.
- Os industriais da seca, Reportage. 1960.
- O tesouro de Chica da Silva, Theater. 1962.
- Forró no Engenho Cananéia, Theater. 1964.
- Tempo de Arraes, Reportage. 1965.
- Quarup, Roman. 1967.
  - Quarup, Kiepenheuer & Witsch, Köln 1988.
- Vietnã do Norte, Reportage. 1969.
- Bar Don Juan, Roman. 1971.
- Reflexos do baile, Roman. 1976.
- Sempreviva, Roman. 1981.
  - Lucinda, Kiepenheuer & Witsch, Köln 1985.
- A expedição Montaigne, Roman. 1982
  - Expedition Montaigne, Kiepenheuer & Witsch, Köln 1991.
- A revolta da cachaça, Schauspiele (Sammelband mit 4 Stücken). 1983.
- Entre o deus e a vasilha, Reportage. 1985.
- Concerto carioca, Roman. 1985.
- Memórias de Aldenham House, Roman. 1989.
- O homem cordial e outras histórias, Erzählungen. 1993.
- Antonio Callado. Repórter, Reportage. 2005.